# Criminologie juvénile
La criminologie juvénile est la branche de la criminologie ayant trait aux enfants et aux jeunes.
Jacques Selosse fut expert en criminologie juvénile auprès du Conseil de l'Europe de 1968 à 1981.